# Čertovka
A Čertovka mesterséges csatorna Prágában, a Moldva nyugati oldalán. A folyó és a csatorna közötti sziget neve Kampa. A házak között folyó csatornát és környékét Prága Velencéjének is nevezik.

## Története
A csatorna 740 méter hosszú, a Kisoldal mellett húzódik, egyik vége a Károly hídhoz közel van. A máltai lovagrend építtette ki a vízimalmokat hajtó víz szabályozása érdekében a középkorban. Három malom még ma is áll. Ezek közül a lovagok egykori nagyperjelségénél álló (Velkopřevorský mlýn) a legismertebb; ezt a Károly híd bal oldaláról is látni. Eredetére utal másik neve, Máltai malom (Maltézský mlýn). Ismerik még István-malomként (Štěpánovský mlýn) is, arra emlékeztetve, hogy a 16. században egy Štěpán nevű molnár volt a tulajdonosa.

## Nevének eredete
Neve viszonylag új, 1892-ből származik. Korábban leginkább Malomárokként ismerték. A Čertovka ördögfiókát jelent — a névadó valószínűleg a Hét ördöghöz (U sedmi čertů) címzett és a közelben (Maltézské náměstí 476/14) álló ház lehetett. Egy másik elképzelés szerint a név egy helyi legendából ered, amelyben a szigeti vízimolnárasszony szövetkezett az ördöggel.